# 란옌
란옌(Lan Yan, 1990년 3월 9일 ~ )은 가수, 배우이다.
상하이시에서 태어났다.

## 방송
- 수당영웅
- 태평공주

## 영화
- 침묵의 파이터 (2013년)
- 태평공주 (2012년)
- 청춘호르몬 (2012년)
- 수당영웅 (2012년) - 선화부인 역
- 옥보단 3D (2010년) - 철옥향 역